# Le Serment de Black Billy
Pour plus de détails, voir Fiche technique et Distribution.
Le Serment de Black Billy (titre original : Bare Fists) est un film muet américain réalisé par John Ford, sorti en 1919.

## Fiche technique
- Titre original : Bare Fists
- Titre français : Le Serment de Black Billy
- Réalisation : John Ford (crédité Jack Ford)
- Scénario : Eugene B. Lewis
- Photographie : John W. Brown
- Producteur : Pat Powers
- Société de production et de distribution : The Universal Film Manufacturing Company
- Pays de production :  États-Unis
- Langue : anglais
- Format : Noir et blanc  — 35 mm — 1,37:1 — Film muet
- Genre : Western
- Durée : 60 minutes[2]
- Date de sortie : 
  - États-Unis : 5 mai 1919

## Distribution
- Harry Carey : Cheyenne Harry
- Betty Schade : Conchita
- Joe Harris : Boone Travis
- Vester Pegg : Lopez
- Mollie McConnell : la mère de Harry ou de Conchita (?)
- Anna Mae Walthall : Ruby
- Howard Enstedt : Bud
- Joseph W. Girard : le père de Harry (?)

## Statut du film
- Ce film est considéré comme perdu selon Silent Era.